# Metaphidippus perscitus
Metaphidippus perscitus là một loài nhện trong họ Salticidae.
Loài này thuộc chi Metaphidippus. Metaphidippus perscitus được Arthur Merton Chickering miêu tả năm 1946.